# All Right Now
Singles de Free
Fire and Water
(1970) Stealer
(1970)
All Right Now est une chanson du groupe de rock britannique Free, écrite et composée par Andy Fraser et Paul Rodgers, extraite en single de l'album Fire and Water en mai 1970.
La version single est plus courte que celle présente sur l'album.
La chanson devient un tube mondial et apporte la célébrité au groupe. Son riff de guitare est très connu et a inspiré nombre d'artistes. Steve Miller n'a pas hésité à le reprendre pour le morceau Rock'n Me du Steve Miller Band en 1976.
Le titre est retourné plusieurs fois dans le classement des ventes au Royaume-Uni à l'occasion de réédition en single (en 1973 et en 1982), en EP en 1978, ou remixé en 1991.

## Distinctions
En 2006, la chanson est distinguée par un BMI award pour plus de 3 millions de diffusions radio certifiées aux États-Unis.

## Reprises
All Right Now a fait l'objet de reprises de la part d'artistes tels que The Runaways, Rod Stewart, The Alarm, Mike Oldfield, Pepsi & Shirlie, Lemonescent.
Paul Rodgers l'interprète en solo ou avec Queen pendant sa collaboration avec le groupe sous le nom Queen + Paul Rodgers, en témoigne l'album live Return of the Champions en 2005.  

## Composition du groupe
- Paul Rodgers : chant
- Paul Kossoff : guitare
- Andy Fraser : basse, piano
- Simon Kirke : batterie, percussions

## Classements hebdomadaires

### Free
| Classement (1970)                       | Meilleure position |
| --------------------------------------- | ------------------ |
| Allemagne (Media Control AG)            | 5                  |
| Australie (ARIA)                        | 44                 |
| Autriche (Ö3 Austria Top 40)            | 6                  |
| Belgique (Flandre Ultratop 50 Singles)  | 10                 |
| Belgique (Wallonie Ultratop 50 Singles) | 6                  |
| Canada (RPM 100 Singles)                | 4                  |
| États-Unis (Billboard Hot 100)          | 4                  |
| France (IFOP)                           | 4                  |
| Irlande (IRMA)                          | 5                  |
| Norvège (VG-lista)                      | 9                  |
| Pays-Bas (Single Top 100)               | 8                  |
| Royaume-Uni (UK Singles Chart)          | 2                  |
| Suisse (Schweizer Hitparade)            | 4                  |

| Classement (1973)              | Meilleure position |
| ------------------------------ | ------------------ |
| Royaume-Uni (UK Singles Chart) | 15                 |

| Classement (The Free EP 1978)  | Meilleure position |
| ------------------------------ | ------------------ |
| Royaume-Uni (UK Singles Chart) | 11                 |

| Classement (1982)              | Meilleure position |
| ------------------------------ | ------------------ |
| Royaume-Uni (UK Singles Chart) | 57                 |

| Classement (Remix 1991)        | Meilleure position |
| ------------------------------ | ------------------ |
| Autriche (Ö3 Austria Top 40)   | 30                 |
| Irlande (IRMA)                 | 6                  |
| Royaume-Uni (UK Singles Chart) | 8                  |

### Autres artistes
| Classement (1985)              | Meilleure position |
| ------------------------------ | ------------------ |
| États-Unis (Billboard Hot 100) | 72                 |

| Classement (1987)              | Meilleure position |
| ------------------------------ | ------------------ |
| Royaume-Uni (UK Singles Chart) | 50                 |

| Classement (2004)              | Meilleure position |
| ------------------------------ | ------------------ |
| Royaume-Uni (UK Singles Chart) | 37                 |

## Certifications
Free
| Pays              | Certification | Date       | Unités certifiées |
| ----------------- | ------------- | ---------- | ----------------- |
| Royaume-Uni (BPI) | Platine       | 29/03/2024 | 600 000           |